# Cryptocephalus conterraneus
Cryptocephalus conterraneus – gatunek chrząszcza z rodziny stonkowatych i podrodziny Cryptocephalinae.
Gatunek ten został opisany w 2003 roku przez Igora Łopatina.
Chrząszcz endemiczny dla Wietnamu.